# Niżankowice (Ukraina)

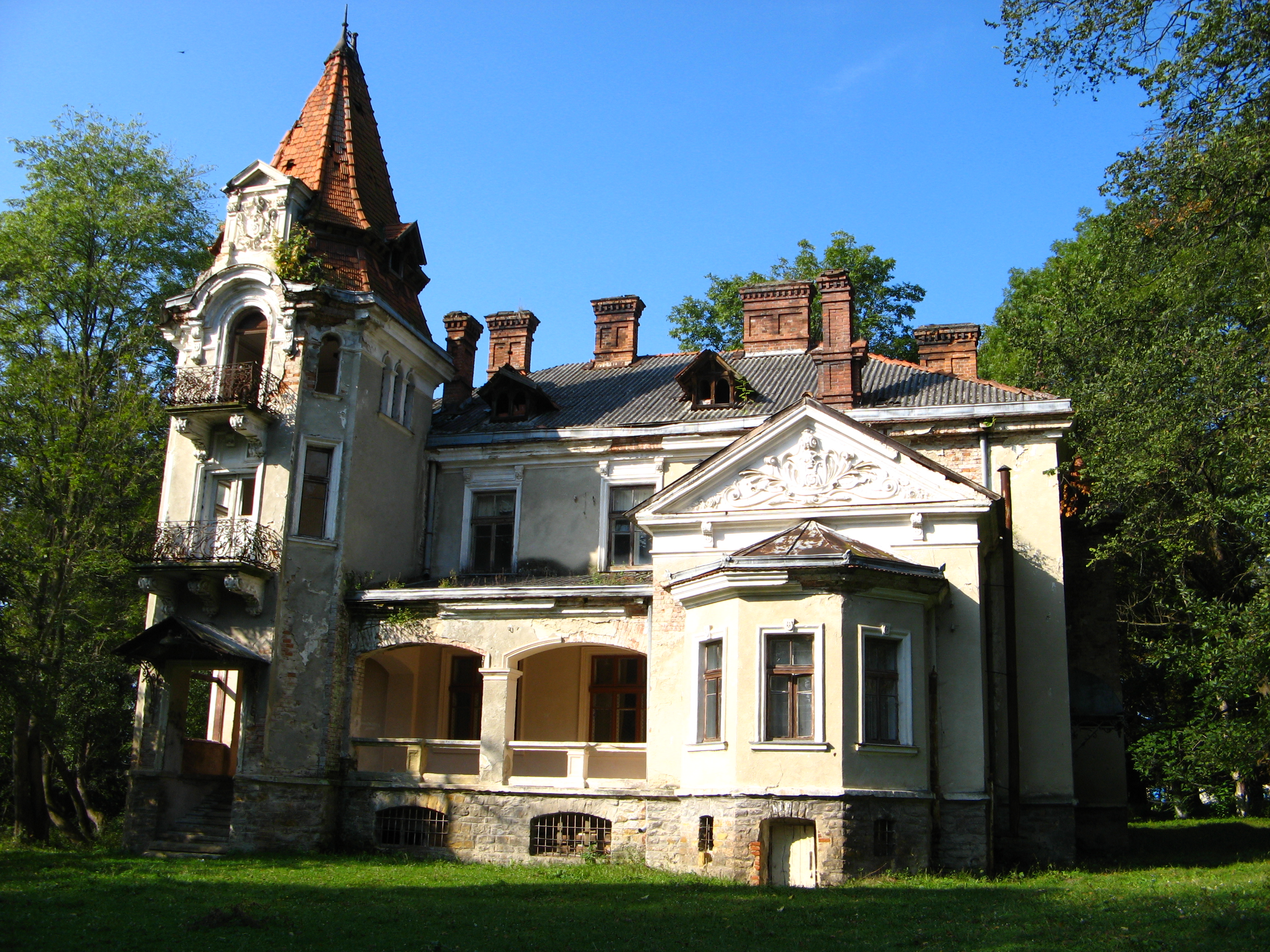
Pałac w Niżankowicach

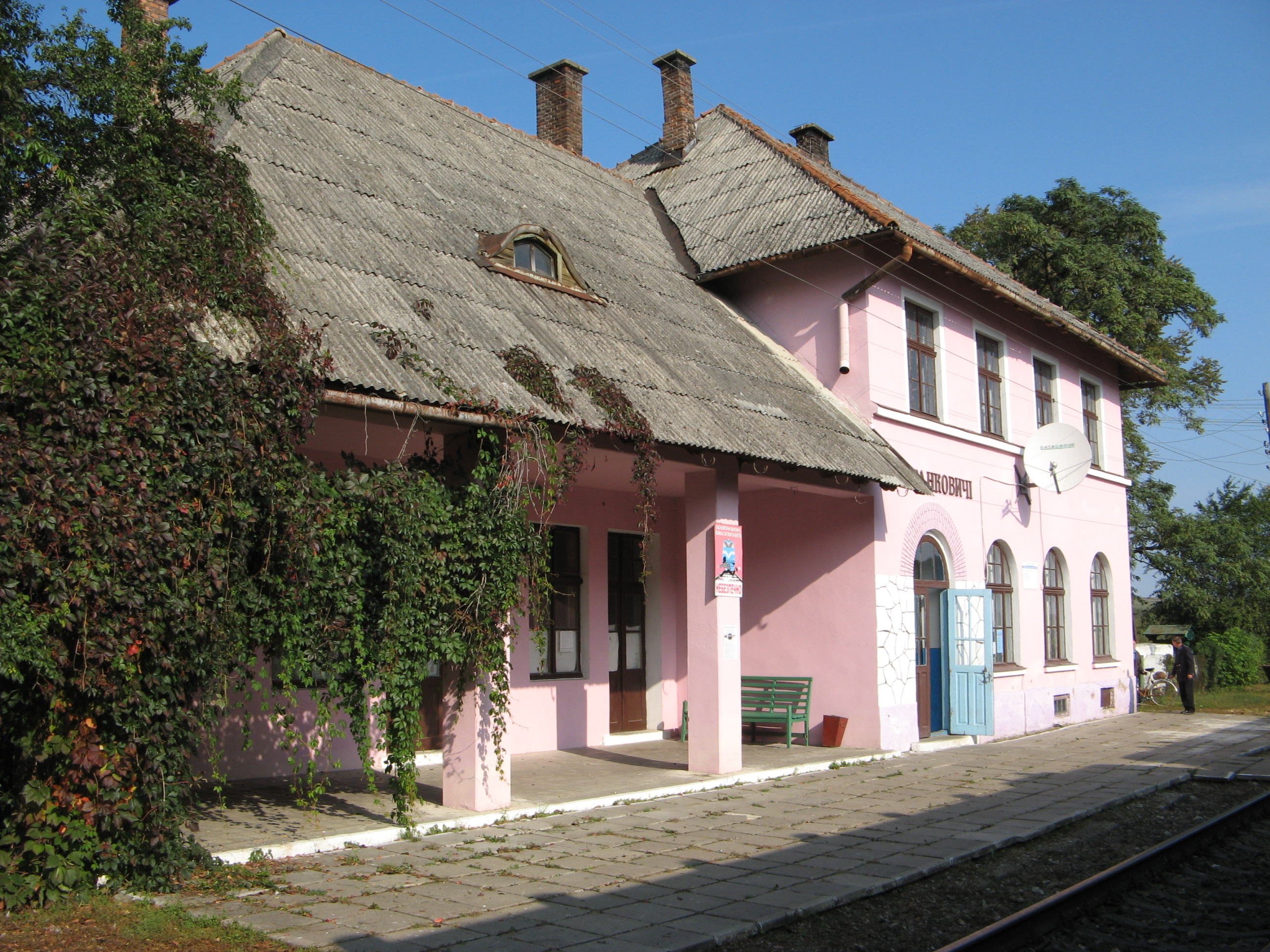
Dworzec kolejowy w Niżankowicach

Niżankowice (pierw. Krasnopol; ukr. Нижанковичі, Nyżankowyczi) – osiedle typu miejskiego na Ukrainie, w obwodzie lwowskim, w rejonie samborskim (wcześniej w rejonie starosamborskim), nad Wiarem. Status osiedla typu miejskiego od 1940 r. Liczy około 1500 mieszkańców.
Miasto królewskie starostwa przemyskiego w drugiej połowie XVI wieku, Nizankowice położone były na przełomie XVI i XVII wieku w ziemi przemyskiej województwa ruskiego.

## Historia
Pierwsze wzmianki o Krasnopolu czyli dzisiejszych Niżankowicach pochodzą z lat 1377–1378. W 1431 r. Władysław II Jagiełło lokuje miasto na prawie polskim. Kazimierz IV Jagiellończyk przenosi je w 1448 r. na prawo niemieckie. W tym samym roku powstaje tutejsza parafia rzymskokatolicka. W 1461 r. powstaje kościół rzymskokatolicki pw. Świętej Trójcy. Około lat 1498 i 1502 oraz w roku 1524 Niżankowice doświadczają najazdów tatarskich. Z kolei w 1601 r. miasto zostało złupione przez starostę przemyskiego Tomasza Drohojowskiego, a w 1607 r. przez Jana Szczęsnego Herburta. Z roku 1602 pochodzą pierwsze wzmianki o Żydach osiedlających się w mieście. Potem Niżankowice ponownie są najeżdżane przez Tatarów – w latach 1620, 1621, 1624 oraz 1626, płonąc przy tym kilkakrotnie. W 1647 uzyskuje prawa składu wina. W 1657 miasto w czasie Potopu niszczy najazd oddziałów siedmiogrodzko-kozackich Rakoczego. W 1759 powstaje ratusz. W drugiej połowie XVIII wieku powstaje samodzielna gmina żydowska w Niżankowicach.
Od 1772 r. w składzie Królestwa Galicji i Lodomerii w powiecie przemyskim. Od roku 1872 przez miasto prowadzi ważna linia kolejowa łączącą Lwów z Budapesztem tzw. Pierwsza Węgiersko-Galicyjska Kolej Żelazna, w mieście znajduje się dworzec kolejowy. W 1880 r. w Niżankowcach żyje 1646 a w pobliskim i wkrótce wchłoniętym Wyhadowie 106 mieszkańców. W tej liczbie 467 rzymskich katolików, 642 grekokatolików, 643 Żydów i wyznawców innych religii. W tymże roku pożar trawi miasto.
Pod koniec XIX w. we wsi istniała karczma o nazwie Wydra.
Niżankowice i okolice były areną walk podczas I wojny światowej oraz walk polsko-ukraińskich w latach 1918–1919. 13 grudnia 1918 r. w bitwie z Ukraińcami ginie tu 9 polskich gimnazjalistów, zwanych "Orlętami Przemyskimi", służących w szeregach 10 pułku piechoty (późniejszy 37 pułk piechoty). Ginie także Irena Benschówna, sanitariuszka, która nie tylko opatrywała rannych, ale i brała czynny udział w walkach
W 1921 r. Niżankowce liczą 1865 mieszkańców, z czego 408 Żydów. Są miejscowością gminną województwa lwowskiego, gdyż w 1934 r. tracą prawa miejskie.
Po agresji III Rzeszy i ZSRR na Polskę Niżankowice znalazły się w części kraju okupowanej przez Armię Czerwoną i anektowanej przez ZSRR zgodnie z ustaleniami paktu Ribbentrop-Mołotow i niemiecko-sowieckiego układu o granicach i przyjaźni. Od 4 grudnia 1939 r. znajdowały się w składzie USRR, w obwodzie drohobyckim. Po ataku Niemiec na ZSRR miasto znalazło się pod okupacją niemiecką. Od 3 listopada 1941 r. na terenie powiatu przemyskiego dystryktu krakowskiego w składzie Generalnego Gubernatorstwa. Po zajęciu miasta Niemcy utworzyli getto dla ludności żydowskiej, które zlikwidowali na przełomie lipca i sierpnia 1942 r. Między 27 lipca a 3 sierpnia 1942 r. Niemcy wywieźli niżankowickich Żydów do Przemyśla lub Dobromila. Jesienią Żydzi pochodzący z Niżankowic zostali stamtąd wywiezieni do obozu zagłady w Bełżcu. 31 lipca 1944 r. miasto zostało zajęte przez wojska radzieckie.
W latach 1939–1944 nacjonaliści ukraińscy z OUN-UPA zamordowali tutaj w różnych okolicznościach 12 Polaków.
Po II wojnie światowej ponownie w składzie Ukraińskiej Socjalistycznej Republiki Radzieckiej – początkowo w obwodzie drohobyckim, później ponownie we lwowskim. Po uzyskaniu w 1991 r. niepodległości przez Ukrainę w jej składzie. Planowane jest otwarcie drogowego przejścia granicznego Malhowice-Niżankowice. Po II wojnie światowej istniało tutaj kolejowe przejście graniczne dla pociągów jeżdżących na trasie Przemyśl–Zagórz przez Związek Radziecki.
Rejon starosamborski, w którym leżą Niżankowice, należy do transgranicznego mikroregionu Dolina Wiaru.

## Ważniejsze obiekty
- Rynek miejski
- pałac rodziny Hrim[11]
- Ratusz miejski
- Kościół św. Trójcy w Niżankowicach
- Cerkiew św. Trójcy w Niżankowicach
- Synagoga w Niżankowicach
- Cmentarz żydowski w Niżankowicach
- Przed 1939 w Niżankowicach funkcjonował polski Dom Ludowy, a 1 stycznia 1938 otwarto pierwszą Gospodę Katolicką[12].

## Demografia
- 1880 r. – 1752 z czego: 467 rzymskich katolików, 642 grekokatolików, 643 Żydów i wyznawców innych religii
- 1917 r. – 2400 z czego: 1000 Polaków, 900 Ukraińców, 500 Żydów
- 1921 r. – 1865 z czego: 408 Żydów

## Związani z Niżankowicami
- Koniecpolscy
- Kmitowie
- Piaseccy

Urodzeni w Niżankowicach
- Henryk Bogdański
- Alfred Laskiewicz
- Jadwiga Prawdzicowa
- Myrosław Turasz